# Ischiolobos mesotopos
Ischiolobos mesotopos är en tvåvingeart som beskrevs av Jason Gilbert Hayden Londt 2005. Ischiolobos mesotopos ingår i släktet Ischiolobos och familjen rovflugor. Inga underarter finns listade i Catalogue of Life.